# Dame (kort)
 For alternative betydninger, se Dame. (Se også artikler, som begynder med Dame)
Damen er det næsthøjeste kort i en farve i kortspil. Oprindelig var hun en ridder, men blev senere udskiftet med en dronning. I de fleste moderne spil er damen dog degraderet til tredjepladsen, fordi esset er højest.
| Spil | Spire Denne artikel om spil eller lege er en spire som bør udbygges. Du er velkommen til at hjælpe Wikipedia ved at udvide den. |